# Кястутіс Будріс
Кястутіс Будріс (нар. 2 жовтня 1980, Вільнюс, Литовська РСР) — литовський політик і експерт із безпеки, міністр МЗС Литви з 12 грудня 2024 року. Його висунув на цю посаду в листопаді 2024 року прем'єр-міністр Ґінтаутас Палюцкас.

## Молодість і освіта
Кястутіс Будріс народився у Вільнюсі. 2004 року закінчив Інститут міжнародних відносин і політичних наук Вільнюського університету, здобувши ступінь магістра політології.

## Кар'єра

### Управління державної безпеки
Будріс почав працювати в Департаменті державної безпеки Литви в 2002 році на посаді інспектора. Згодом обіймав різні посади, зокрема старшого інспектора, начальника відділу, заступника голови правління.
У 2015 році був призначений заступником начальника Департаменту державної охорони та перепризначений на додатковий п'ятирічний термін у 2020 році.

### Радник президента
З 2009 по 2020 рік Будріс працював радником президента Литви, спеціалізуючись на розвідці та оборонній політиці. У 2014 році він був тимчасово призначений головним радником президента з національної безпеки після відставки Йонаса Маркявічюса.
У 2022 році Будріса призначили головним радником президента з питань національної безпеки.

### Міністр закордонних справ
Будріс обійняв посаду міністра закордонних справ 12 грудня 2024 року, змінивши на цій посаді Ґабріелюса Ландсберґіса. Його діяльність зосереджена на посиленні литовської дипломатії та розв'язанні проблем глобальної безпеки. 1 липня 2025 року Будріс відвідав Київ, зустрівся з українськими посадовцями і обговорив гарантії безпеки для України.

## Погляди
З 2022 року виступав за створення нових військових полігонів у Литві, збільшення литовських можливостей щодо розвідки та спостереження в Балтійському морі та розширення витрат на національну безпеку.
Ставши міністром закордонних справ заявив про активну співпрацю з іноземними партнерами Литви, зокрема, Польщею. Він також оголосив про продовження підтримки Литвою України, яка бореться з російським вторгненням.